# Patrick Salvador
Pour les articles homonymes, voir Salvador (homonymie).
Patrick Salvador (né le 21 septembre 1951 à Saint-Juéry dans le Tarn) est un athlète français, spécialiste des épreuves de sprint.

## Palmarès
- 7  sélections en Équipe de France A

- Il remporte la médaille d'or du relais 4 × 2 tours[1] lors des Championnats d'Europe en salle 1973 de Rotterdam, associé à Lucien Sainte-Rose, Francis Kerbiriou et Lionel Malingre.

| Date | Compétition                    | Lieu      | Résultat | Épreuve            |
| ---- | ------------------------------ | --------- | -------- | ------------------ |
| 1972 | Championnats d'Europe en salle | Grenoble  | 3e       | Relais 4 × 2 tours |
| 1973 | Championnats d'Europe en salle | Rotterdam | 1er      | Relais 4 × 2 tours |
| 1974 | Championnats d'Europe en salle | Göteborg  | 2e       | Relais 4 × 2 tours |

## Records
| Épreuve | Performance | Lieu | Date |
| ------- | ----------- | ---- | ---- |
| 200 m   | 21 s 3      |      | 1972 |
| 400 m   | 47 s 2      |      | 1971 |